# Théo Sarapo
Théo Sarapo, vero nome Théophanis Lamboukas (Parigi, 26 gennaio 1936 – Limoges, 28 agosto 1970), è stato un cantante e attore francese di origine greca, ultimo marito di Édith Piaf.

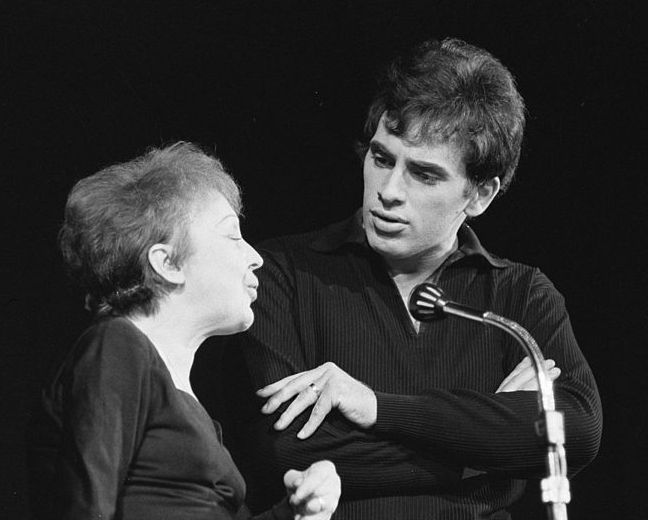
Théo Sarapo con Édith Piaf, 1962.

Aveva 26 anni quando sposò la Piaf che ne aveva 46, un anno prima della morte di quest'ultima. Sarapo è famoso per aver interpretato con la Piaf nel 1962 il brano À quoi ça sert l'amour, una canzone di successo di Michel Emer.
Morì in un incidente automobilistico nel 1970 ed è sepolto a fianco di Édith Piaf nel cimitero parigino del Père-Lachaise.

## Biografia
Theophánis Lamboukas era il figlio di una coppia di greci ortodossi. Suo padre, parrucchiere, si era stabilito a Parigi, dove il giovane Theophánis cominciò a cantare fin da ragazzo, partecipando a 18 anni a un concorso. Frequentò una scuola commerciale, lavorando nel salone del padre. Nel 1956, il servizio militare lo portò per 13 mesi in Algeria.

Ritornato a Parigi, a Saint-Germain-des-Prés conobbe Edith Piaf, che lo assunse come segretario. La famosa cantante, divorziata dal 1956 dal primo marito, fu sedotta dalla voce di Théo; lo incoraggiò a seguire dei corsi di canto e gli diede il nome d'arte di Théo Sarapo. Il 9 ottobre 1962, i due si sposarono a Parigi, al municipio del 16º Arrondissement. La cantante aveva venti anni più del marito ed era già gravemente ammalata. Il matrimonio religioso venne celebrato nella chiesa ortodossa.

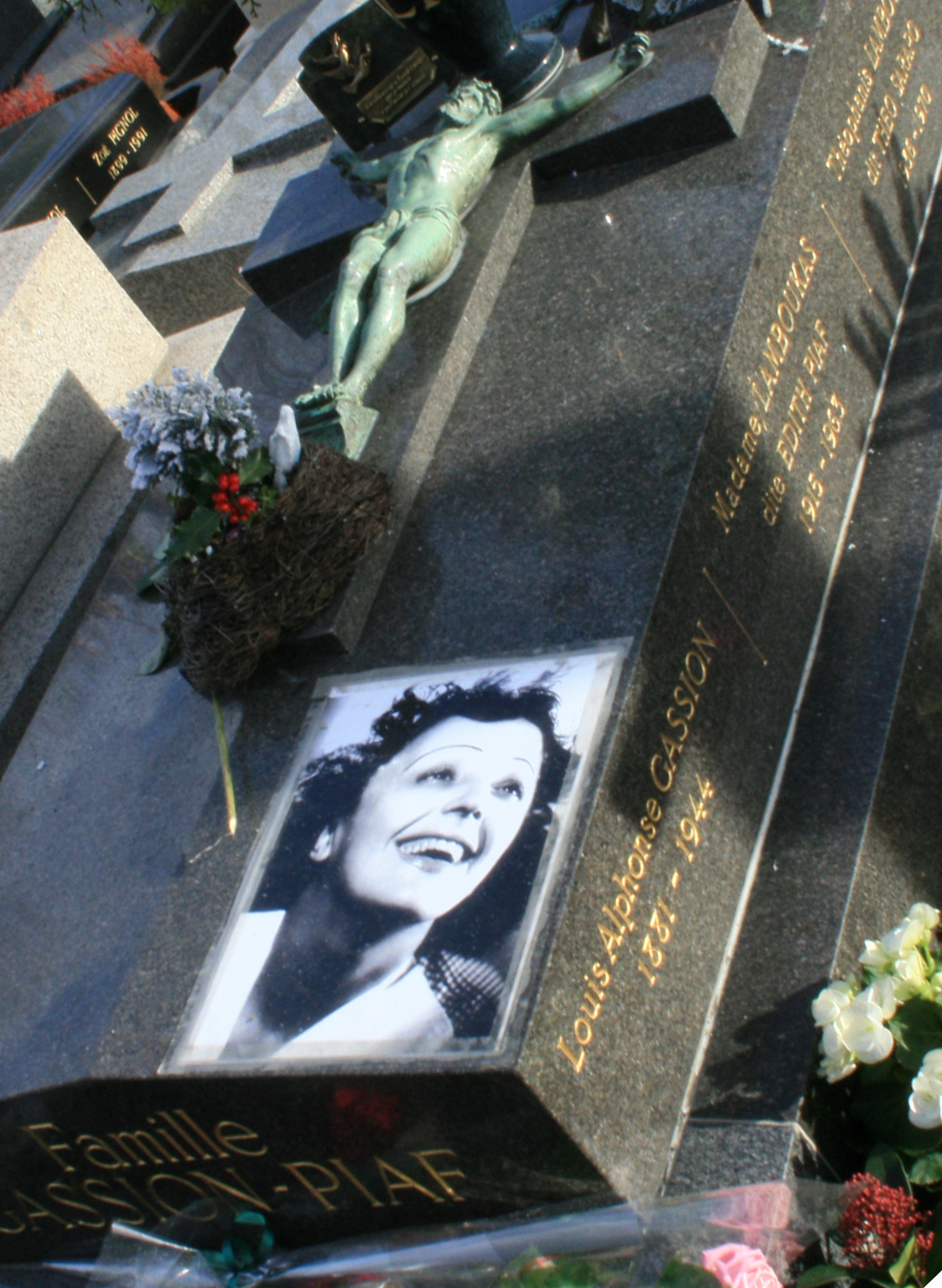
La tomba di Edith Piaf e di Théo Sarapo

Dopo il matrimonio, i due cantarono insieme in coppia, ottenendo un successo mondiale grazie alla canzone A quoi ça sert l'amour di Michel Emer. Altri progetti non poterono essere portati a termine a causa dell'aggravarsi delle condizioni di salute della Piaf, che morì il 10 ottobre 1963. Théo non si risposò più e riprese a cantare solo dopo un lungo periodo di lontananza dalle scene.
Il 28 agosto 1970, a bordo della sua vettura, si schiantò contro un platano, spintovi da un altro veicolo guidato da un ubriaco, nei pressi della località francese di Panazol. Trasportato all'ospedale di Limoges, morì in seguito alle gravissime ferite riportate, all'età di 34 anni. Riposa al cimitero parigino di Père-Lachaise accanto a Edith Piaf.

## Filmografia
- L'uomo in nero (Judex), regia di Georges Franju (1963)
- L'uomo venuto da Chicago (Un condé), regia di Yves Boisset (1970)